# Протести против корупције у Србији 2024—2025.
У новембру 2024. у Новом Саду је почела серија масовних протеста након урушавања надстрешнице Железничке станице Нови Сад, у којој је погинуло 16 особа, а једна је тешко повређена. До 4. марта 2025. протести су забележени у 400 градова и насеља у Србији. Протесте предводе студенти који траже одговорност за урушавање надстрешнице.
Блокаде образовних институција првобитно су почеле 22. новембра на Факултету драмских уметности (ФДУ), након што су студенти нападнути током одавања почасти жртвама пада надстрешнице. После ФДУ, убрзо су уследиле блокаде и других факултета и средњих школа. Демонстранти су сваког петка спроводили акцију „Застани Србијо” блокадом саобраћаја. Акција се потом проширила на свакодневно одржавање у многим градовима. Блокаде су се првобитно спроводиле од 11.52 часова, када се у Новом Саду урушила надстрешница, до 12.06 часова, како би се симболично обележило 14 живота изгубљених у несрећи. Када су још две жртве подлегле повредама, за сваку је додат по још минут, те сада блокаде трају од 11.52 до 12.08.
Симбол протеста је црвена или крвава шака. Због снажне подршке које су упутиле прозападне политичке странке и невладине организације у Србији, поједини аналитичари су назвали протесте „покушајем обојене револуције”. Док представници власти тврде да су захтеви студената већ испуњени, студенти то негирају. Протесте је подржао део српске дијаспоре, поједини грађани из суседства и света, одређене либералне странке Европског парламента, опозиционе политичке странке у Србији, као и сепаратистички покрети у Србији, међу којима су аутономашки покрети Војводине, као и политички лидери Републике Косово. Подршку студентима су пружила и многа струковна удружења.
Током трајања протеста, 20.000 студената у Србији није дипломирало у предвиђеном року, 180.000 студената није полагало испите нити завршило школску годину према календару наставе, док је одржавање пријемног испита и упис наредне академске године доведен у питање. Студенти су истицали да је њихов циљ изградња бољег и здравијег друштва. Стручњаци сматрају да су протести утицали на одбијајући став инвеститора ка Србији због стања неизвесности у друштву као и на потенцијални пад кредитног рејтинга.

## Позадина
Бетонска надстрешница испред улаза у новосадску железничку станицу, тешка преко 300 тона, се 1. новембра 2024. изненада срушила, при чему је на лицу места погинуло 14 људи, 2 је због тешких повреда преминуло у наредним месецима, а само једна особа је преживела уз тешке трајне инвалидетне повреде. Потпуно реновирање и проширење станице Нови Сад завршено је само пар месеци раније у склопу пројекта комплетне изградње брзе пруге Београд-Будимпешта. Урушавање надстрешнице које је изазвало ову трагедију је отворило многа питања:  структурни интегритет станице, начин доделе посла вишемилионске вредности и вршење надзора над одржавањем јавне инфраструктуре. Као и најважније питање одговорности за ову трагедију.
Председник Србије је у свом првом обраћању на дан несреће изјавио да једино надстрешница није реновирана и захтевао је детаљну истрагу од надлежних органа о узроцима несреће, као и потпуну кривичну и политичку одговорност за све који су одговорни. Али је незадовољство јавности расло, нарочито након информација које су се појавиле након несреће, да је ипак током реновирања Железничке станице нешто рађено у вези надстрешнице.
Многи грађани и опозициони активисти оптужили су власт за умешаност у доделу посла, немар, нестручност и директну кривицу за пад надстрешнице, те означили премијера Милоша Вучевића као главног кривца. У јавности су се појавиле сумње и оптужбе за корупцију током рада на реконструисању железничке станице Нови Сад, због укупне вредности радова од 65 милиона евра. Убрзо су отпочели протести, прво у Новом Саду, па онда и у целој Србији.

## Студентски захтеви
Студенти у блокади су своје захтеве објавили преко налога на друштвеним мрежама, што су у јавности пренели и сви медији. Образложени захтеви се могу наћи и на њиховој званичној страници blokade.org. Иницијална четири студентска захтева, након конкретизације крајем децембра 2024. године, гласе:
1. „Објава целокупне документације која се тиче реконструисања Железничке станице у Новом Саду која је тренутно недоступна јавности.”
2. „Захтевамо потврду надлежних органа о идентитету свих лица за која постоји основана сумња да су физички напала студенте и професоре, као и покретање кривичних поступака против њих. Такође захтевамо разрешење поменутих лица уколико се покаже да су иста јавни функционери.”
3. „Одбацивање кривичних пријава против ухапшених и приведених студената на протестима, као и обустава већ покренутих кривичних поступака.”
4. „Повећање буџета за високо образовање у износу од 20%.”

Након протеста 15 за 15, додат је и пети захтев 4. априла 2025. године:
- 5. „Спровођење детаљне истраге надлежних органа ради утврђивања свих околности и одговорности у вези са појавом која је изазвала страх и панику 15. марта 2025. године у 19.11 дуж Улице краља Милана, током мирног протеста и 15 минута тишине у знак сећања на трагично настрадале у Новом Саду.”

Због уласка председника Александра Вучића са новинарима у јединицу интензивне неге, додат је и шести захтев 7. априла 2025. године:
- 6. „Захтев за одговорност и заштиту пацијената”: Ово се односи на покретање поступка и разрешење надлежних у Универзитетском клиничком центру Србије и у Ургентном центру, као и ванредни инспекцијски надзор којим би се утврдило ко је дозволио Александру Вучићу и новинарима да уђу у интензивну негу УКЦС, где су били повређени у пожару у Кочанима у Северној Македонији.[20]

С обзиром на то да по оцени студентских пленума, ниједан захтев није испуњен, 5. маја 2025. године званично је објављен и седми захтев, чије би испуњење повело ка испуњењу свих претходних захтева:
- 7. „Тражимо моментално распуштање Народне скупштине и расписивање ванредних парламентарних избора у складу са чланом 109 Устава Републике Србије.”[21]

### Оцена испуњености захтева
Председник Александар Вучић је рекао је у обраћању јавности 11. децембра 2024. из зграде Председништва, да је донео документацију о надстрешници која се обрушила у Новом Саду, коју је показао у неколико регистратора. Најавио је да ће бити објављена на сајту Владе у наредна 24 сата. Такође је најавио да ће давања Владе за материјалне трошкове универзитета и факултета бити повећане за 20 посто и истакао да сматра да су сви захтеви студената испуњени. Додатно је истакао да је држава осмислила посебан програм за стамбене кредите за младе како би могли да по што бољим условима дођу до првог стана. Поручио је и да неће подржати закон о страним агентима који су наводно предложили посланици Александра Вулина.
Студенти Факултета драмских уметности у Београду у блокади издали су саопштење 13. децембра које подржавају и остали студентски пленуми факултета Универзитета у Београду и Универзитета уметности у Београду. У саопштењу се наводи да њихови захтеви нису испуњени, као и да и даље чекају да се приведу правди они који, како наводе, чине кривична дела, што се, сматрају, до сада није догодило.
Председник Србије Александар Вучић поновио је 14. децембра да су испуњени сви захтеви студената који, сматра, нису били „фер и праведни”, као и да је сада „на реду да академска заједница покаже озбиљност и одговорност”.
Коментаришући испуњеност студентских захтева у својој колумни, главни уредник српског издања Форбса Иван Радак је навео да држава неће никада моћи да испуни студентске захтеве, јер ће први захтев остати вечно неиспуњив. Ту тврдњу је засновао на огромном броју подизвођача који је вероватно ангажован на пројекту реконструкције железнице, и тиме што је више пута речено да је цела документација објављена, а да је сваку ту објаву пратио све већи број докумената и фирми ангажованих на пројекту.
Дејан Вук Станковић, ванредни професор на Учитељском факултету и провладин политички аналитичар, изјавио је 25. фебруара 2025. за Танјуг да, иако ће усвајањем у Скупштини Србије измена и допуна Закона о високом образовању бити испуњен четврти захтев студената, то не значи да ће бити укинуте блокаде, јер је истакао да нико не зна шта се дешава на пленумима. Додао је и да се сви студентски захтеви могу сабрати у један, а то је смена легитимне и легално изабране власти.

#### Документација
Премијер Србије Милош Вучевић је 11. децембра 2024. изјавио да документација о реконструкцији железничке станице не може да се објави пошто се налази у тужилаштву. Истог дана, председник Србије Александар Вучић је одржао обраћање јавности, на коју је донео осам регистратора у којима је тврдио да је сва документација везана за реконструкцију железничке станице.
Вучевић је изјавио 14. децембра 2024. да је сва документација везана за реконструкцију железничке станице објављена.
Крајем децембра 2024. је објављена документација о истрази поводом обрушавања надстрешнице. Дана 26. јануара 2025. је изјавио да ће ускоро бити објављена додатна документација, а истог дана је Више јавно тужилаштво (ВЈТ) објавило још документације. ВЈТ је дан касније изјавило да је сва доказна документација објављена.
Студенти и професори тврде да целокупна документација још увек није објављена.

## Политичке акције опозиције и реакције власти
На митингу у Београду који је одржан 11. новембра 2024. опозиција је дефинисала 4 захтева: разрешење председника владе Милоша Вучевића, откривање документације о пројекту реконструкције железничке станице у Новом Саду, разрешење градоначелника Новог Сада, да се пусте сви бесправно ухапшени након насилног протеста у Новом Саду 5.новембра, као и да се правди проведу одговорни за несрећу.
Посланици парламентарне опозиције поднели су 18. новембра у Народној скупштини Србије предлог за гласање о неповерењу премијеру Милошу Вучевићу, сакупивши довољан број потписа за иницијативу — 84, саопштио је опозициони Народни покрет Србије. Премијер Милош Вучевић је у првим данима, након пада пада надстрешнице железничке станице у Новом Саду од стране опозиције означен као одговоран за ову несрећу, с обзиром да се у време када је рађена реконструкција станице, Вучевић налазио на месту градоначелника Новог Сада. Такође опозициони одборници у Скупштини града Новог Сада предали су захтев за ванредну седницу и опозив градоначелника Милана Ђурића из СНС. Одборници владајуће већине су рекли да је ван памети тражити одговорност за пад надстрешнице од градоначелника Ђурића, с обзиром да град нема никакве везе са реконструкцијом железничке станице, што је био државни пројекат. Седница градске скупштине је прошла у напетој атмосфери, док је испред зграде неколико десетина грађана протестовало правећи буку те у једном тренутку и покушало да уђе у зграду. Већином гласова владајуће већине предлог за смену градоначелника је одбијен.
Председник Србије Александар Вучић је изјавио, да је једини кривац опозицији за све он, те је понудио, уместо гласања о смени Вучевића, саветодавни референдум на ком би се грађани изјаснили да ли желе да он остане председник Србије. Те уколико се већина грађана на референдуму изјасни о његовој смени, оставку ће поднети одмах. За расписивање оваквог референдума потребна је двотрећинска већина у Народној скупштини, те је Вучић предложио опозицији да ће посланици владајуће већине дати одређен број гласова у Народној скупштини, уколико се опозиција изјасни да жели референдум. Овакав предлог опозиција је одбила уз образложење да је у питању Вучићев „игроказ“ и скретање пажње са одговорности око пада надстрешнице и протеста коју су увелико почели.
Томислав Момировић, Министар унутрашње и спољне трговине, који је био Министар грађевинарства, саобраћаја и инфраструктуре у време реконструкције железничке станице и Јелена Танасковић в. д. директора Инфраструктуре железнице Србије поднели су оставку 20.новембра . Горан Весић, министар грађевине, саобраћаја и инфрасруктуре поднео је оставку још 5. новембра, предходно изјавивши да оставку подноси из моралних разлога, али да никакву кривицу не прихвата.
Због учесталих окупљања и блокада саобраћајница, потпредседник Владе и министар унутрашњих послова Ивица Дачић изјавио је 20. новембра да МУП Србије упозорава учеснике протестних окупљања да се неће толерисати ремећење јавног реда и мира, угрожавање безбедности земље и државних институција, као и напади на полицију. Председник Србије Александар Вучић, коментаришући протесте опозиције протеклих дана у Београду и Новом Саду, поручио је да ће они који врше терор над грађанима бити побеђени на сваком месту и правном државом на сваким могућим изборима. Председник Србије Александар Вучић рекао је за РТС да је, када се догодила трагедија, навео да очекује моралну и политичку одговорност и да су први пут у историји Србије двојица министара поднела оставку иако их није лако довести у везу са оним што се догодило у Новом Саду, те да су оставке доказ напретка српског друштва и српске политике. Председник Владе Милош Вучевић поручио је 22. новембра, поводом протеста који су одржани широм Србије, „да нико не спори демократско право исказивања политичке воље”, али да „заустављање саобраћаја и блокирање функционисања грађана и градова није демократија већ малтретирање и силеџијство”.
21.новембра 2024. Више јавно тужилаштво у Новом Саду саопштило је да је ухапшено и задржано укупно 11 лица поводом трагедије у Новом Саду када је приликом пада надстрешнице на железничкој станици у том граду погинуло 15 људи, а тешко је повређено двоје. Међу њима су и Горан Весић, бивши министар, Јелена Танасковић,в.д директор Инфраструктуре Железнице Србије, Небојша Шурлан, бивши директор Инфраструктура Железнице Србије и Анита Димоски, помоћник министра грађевинарства, саобраћај и инфраструктуре -сектор за железнички и интермодали транспорт. Више тужилаштво у Новом Саду саопштило је да је, „након прикупљања и детаљне анализе све потребне документације, обављених разговора са великим бројем грађана, а након вештачења обављеног ради утврђивања узрока и околности под којима је дошло њеног пада, које је тужилаштву достављено 20. новембра, те упознавања са налазом и мишљењем вештака грађевинске струке”, по налогу тог тужилаштва ухапшено и задржано укупно дванаест лица.
Представници опозиције су оценилии да су хапшења у овом случају резултат притиска од стране грађана, као и да се протести морају наставити до испуњења захтева.

### Нереди у Скупштини Србије поводом усвајања буџета за 2025.
Дана 25. новембра 2024., председница парламента Ана Брнабић закључила је претрес о предлогу закона у буџету, док су неки посланици опозиције трубама и звиждаљкама ометали рад Скупштине. Седница је била прекинута након што су посланици дела опозиције лепили транспаренте на клупе у којима седе чланови Владе, после чега је уследило кошкање међу посланицима дела опозиције и власти. Ана Брнабић је прекинула сеницу и поручила да посланици опозиције погазили достојанство Народне скупштине. Посланици власти у Скупштини Србије усвојили су два дана касније буџет за 2025. годину без расправе о буџету и све предложене законе, међу којима су измене и допуне Кривичног законика, закони о енергетици и играма на срећу. Ратификовано је и више споразума, уговора о зајмовима и меморандума. Опозиција није учествовала у гласању и најавила је да ће тражити поништавање свих одлука.

### Наставак нереда у Скупштини Србије на заседању у марту 2025.
Прво заседање Народне скупштине у 2025. почетком марта, започело је сукобом као као што се завршило 2024. године. Посланици опозиционих странака покушали су да прекину седницу бацањем димних бомби, активирањем противожарниох апарата и прскањем сузавцем.  Разлог је био недозвољавање посланицима владајуће коалиције да изгласају одређене законе и допуне закона, између осталог и Допуне закона о високом образовању, чиме би власт и званично испунила 4.студентски захтев. Између осталог иако је назначено да ће се о оставци премијера расправљати на крају седнице, опозиција је сматрала да се не могу предходно изгласавати закони, с обзиром да је премијер Вучевић поднео оставку у јавности  крајем јануара 2025. Парола коју су опозициони посланици развила била је „ Генерални штрајк“ . Председница Народне скупштине Ана Брнабић поручила је опозицији: „ Можете само да нас убијете да би нас спречили да радимо.“
У међусобном гађању разним предметима, повређено је неколико посланица владајуће коалиције, док је једна посланица владајуће коалиције дожевела мождани удар.  Након инцидента неки од опозиционих првака су изјавили да им је жао ако је дошло до повређивања, али да је једина тачка око које се може расправљати у Скупштини, оставка премијера Вучевића и студентски захтеви.

### Наводни снимак Дамира Зобенице
Опозициона политичарка Мариника Тепић је на свом Твитер профилу 28. новембра 2024. објавила звучни снимак на ком тврди да се чује глас Дамира Зобенице, потпредседника скупштине Аутономне Покрајине Војводине из редова Српске напредне странке. У њему се може чути како Зобеница позива активисте странке да вређају и нападају окупљене који блокирају раскрснице у знак протеста због пада надстрешнице, да негодују због блокада и да их повезују са опозицијом. Према разговору са снимка, треба обезбедити људе који нису препознатљиви и који нису функционери странке, и који то вређање требају да сниме и да му пошаљу, да би после он то поделио медијима. Након појављивања снимка, Председник Србије Александар Вучић је изјавио да му је Зобеница рекао да је тај снимак направљен помоћу вештачке интелигенције и да није прави. Додао је и да новац којим се организују протести делимично долази из једне америчке организације, и да он после тога иде у 'Проглас и остале организације које блокадама путева слабе позицију и углед Србије.
Дана 13. децембра, Дамир Зобеница, Александар Јокић и Милија Колџић поднели су оставке на функције. Редакција дневног листа Данас је 10. фебруара 2025. упутило упит Вишем јавном тужилаштву у Новом Саду са питањем да ли је против Зобенице покренут било какав поступак везан за овај снимак. ВЈТ је две недеље касније одговорио редакцији, и у одговору се наводи да је против њега у ВЈТ била поднета кривична пријава, али да је она одбачена јер је утврђено да то није дело за које се гони по службеној дужности. Наведено је да, иако глас на снимку позива на вређање, није речено да се то вређање врши у циљу изазивања насиља нити физичког обрачуна, па то не спада ни у насилничко понашање на јавном скупу ни у друге категорије које се гоне по службеној дужности, већ да ово евентуално спада у подстрекивање на увреду, које спада у кривично дело које се гони по приватној тужби.

### Остале реакције
Председник Владе Србије Милош Вучевић рекао је 11. децембра да студенти имају право да блокирају факултете и да то нико не оспорава, али да му нису јасни њихови захтеви за отварањем документације о несрећи на Железничкој станици у Новом Саду и навео да је та документација у тужилаштву. Истога дана представници дела опозиционих парламентарних странака поднели су захтев за разрешење председнице парламента Ане Брнабић, због, како су истакли, „кршења Устава, закона и Пословника о раду Скупштине Србије”. О захтеву за смену председнице парламента на конференцији за медије у Скупштини, говорили су представници Зелено-левог фронта, Еколошког устанка, Народног покрета Србије, Покрет слободних грађана и Демократске странке. Посланик Зелено-левог фронта Радомир Лазовић рекао је новинарима да је захтев поднет, пре свега, због начина на који је протекла расправа о буџету и укупно 68 тачака – без расправе и учешћа опозиционих посланика. Додао је да су заједнички закључили да не очекују да ће парламент подржати такав захтев, али да ће борба бити настављена ванинституционално. Председница Скупштине Србије Ана Брнабић изјавила је да је захтев за њено разрешење поднео 41 посланик опозиције, јер није било расправе о буџету за 2025. годину и истакла да је опозиција још раније најављивала да седнице о буџету неће бити, као и да су направили инциденте истог тренутка када су чланови Владе ушли у салу тог дана. На конференцији за новинаре, председница парламента Ана Брнабић рекла је да је дала све од себе да се та седница одржи и да су то грађани могли да виде, како они који гласају за СНС и коалиционе партнере, тако и они који гласају за опозицију.
Конференција за новинаре новосадске опозиције о одлагању скупштинске седнице о градском буџету одржана је 30. децембра у десет сати, почела је касније, јер полиција није пуштала одборнике у зграду. После препирке и инсистирања да уђу на своје радно место, полиција је пустила одборнике па је одржана прес конференција о трећем одлагању седнице о буџету за недељу дана. Студенти у блокади новосадских факултета одржали су најављени протест испред зграде градске Скупштине јер су желели да знају „зашто представници власти не дозвољавају да се чује глас студената у Скупштини”. У једном тренутку одборници опозиције хтели су да пусте студенте у зграду, али им полиција то није дозволила. Студенти су прочитали кордону полиције полицијску заклетву, а на пленуму одржаном испред Скупштине „изгласали неповерење” градоначелнику Милану Ђурићу и председници градског парламента Дини Вучинић.
Врховни јавни тужилац Загорка Доловац саопштила је 30. децембра да су јавна тужилаштва Републике Србије изашла у сусрет захтевима које су студенти који протестују доставили Врховном јавном тужилаштву 25. децембра.
Премијер Милош Вучевић састао се 9. јануара у Влади Србије са представницима 4 синдиката просвете, због најаве штрајка у просвети . Министарство просвете саопштило је 13. јануара да су Влада, Министарство и репрезентативни синдикати на данашњем састанку исказали спремност за решавање свих отворених питања. Прихваћен је, између осталог, захтев да се у Посебном колективном уговору дефинише усклађивање зараде са просечном зарадом у Србији, као и да се увећа коефицијент за пет одсто за све запослене у просвети.

## Инциденти
Са почетком протестних дешавања у виду краткотрајних и  дужих блокада саобраћајница, учесници протеста су више пута нападани од стране особа које су тврдиле да су фрустрирани возачи који не могу да прођу, или забринути грађани због блокада саобраћаја. Напади су укључивали ударање колима, шипкама, палицама, претњу ножем, као и вербалне нападе. Саобраћајна полиција није обезбеђивала протесте, блокаде и шетње по јавним саобраћајницама све до случаја 24.јануара 2025. када је једна млађа девојка покушала да прође аутомобилом кроз масу студената који су се кретали у протестној шетњи улицом Јурија Гагарина на Новом Београду, и том приликом повредила једну студенткињу која је била редар током шетње. Сличан случај десио се такође у Београду, недељу дана раније у  Рузвелтовој улици, када је насилним пробијањем аутомобилом кроз масу, једна студенткиња веома озбиљно повређена, те је била хоспитализована на неколико дана. Разлог за непоступање саобраћајне полиције је био став студената да не пријављују полицији своја планирана јавна окупљања, те стога саобраћајна полиција није ни добијала налог да затвара околне улице како не дошло до контакта моторних возила и демонстраната.

### Напад у Новом Саду из просторија СНС
Током ноћи 28. јануара, четворо људи је изашло из канцеларије једног од локалних одбора СНС у Новом Саду и напало палицама студенте, који су лепили протестне налепнице по јавним местима у близини канцеларије одбора. Једна девојка је добила озбиљне повреде дислоцирања вилице. Након овог догађаја оставке на јавне функције су поднели Председник владе Републике Србије Милош Вучевић, као председник Српске напредне странке  и градоначелник Новог Сада Милан Ђурић из Српске напредне странке. Нападачи су ухапшени. За једног од нападача опозициони медији су истакли да је близак сину премијера Вучевића. За двојицу нападача су истакли да су имали сарадњу са градом Новим Садом у промоцији рециклирања и заштите животне средине, за шта су добијали средства из буџета града. Председник Србије Александар Вучић помиловао је четворицу оптужених активиста СНС почетком јула.

### Сукоб у Пионирском парку
Дана 18. марта, одборник покрета Крени-промени Жељко Латас је ушао у Пионирски парк, где се налазио камп групе „Студенти који желе да уче”, како би их снимао телефоном. Неки медији су пренели информацију да је одборник напао окупљене студенте и испрскао их бибер-спрејем, док су други пренели да се одборник бранио од "студената који желе да уче", који су покушали да му отму телефон, са видео-снимком догађаја. Латас је након инцидента приведен од стране полиције .

### Новосадска екстремистичка група
Шест особа је ухапшено 14. марта 2025. након што је претходне вечери емитован аудио снимак на РТС, Пинк ТВ, ТВ Хепи, Б92 и ТВ Информер, снимљен у просторијама новосадског одбора Покрета слободних грађана на којем чланови новосадског одбора Покрета слободних грађана (ПСГ) и организације СТАВ, наводно планирају насилне акције на протесту заказаном за 15. март у Београду. Ухапшени су Младен Цвијетић, Срђан Ђурић, Ладо Јововић, Лазар Динић, Давор Стефановић и Марија Васић. Они се сумњиче за припремање дела против уставног уређења и безбедности Србије, у вези са позивањем на насилну промену уставног уређења. Аудио снимак је открио да чланови ове групе планирају вишеструке насилне акције на протесту који је планиран за 15. март. Двоје чланове ове групе није ухапшено пошто су се тада налазили у Републици Хрватској, где су имали договорена гостовања.
ПСГ је саопштио да изнесени ставови не представљају званичне ставове нити планове Покрета слободних грађана. Студенти и опозиција су се оградили од новосадске групе. Осталих шесторо оптужених активиста је ван земље, у бекству.
Након 60 дана притвора, с обзиром да је притвор осумњиченима продужен на додатних 30 дана, на позив организације СТАВ, Покрета слободних грађана, других опозиционих политичких странака и студената у блокади, грађани су опочели блокаду Вишег суда у Новом Саду, са захтевом да сви буду пуштени.

### Оптужбе за коришћење звучног топа
Током протеста 15. марта 2025., који је био један од највећи скупова икада у Београду, током одавања 15 минута тишине,у 19 часова и 11 минута,  међу учесницима скупа који су стајали на коловозу у улици Краља Милана зачуо се необичан звук те се маса панично раздвојила ка једној и другој страни улице. Реакција је била ланчана и десила се у дужини од више стотина метара дуж улице Краља Милана. Први ефекат који су присутни описали је да су имали осећај да се нешто обрушило на њих, што их је панично подстакло да побегну са улице. Цео случај је трајао око 10-12 секунди. Лидер опозиционе странке Срце и народни посланик  Здравко Понош први је пар сати након инцидента навео да се ради о употреби звучног топа од стране режима против мирних демонстраната. Након тога и војно-политички коментатор Александар Радић је изјавио да је у питању специјално оружје " звучни топ"  који се користи за разбијање демонстрација. Поједини учесници скупа су се после инцидента жалили на зујање у ушима, вртоглавицу, главобољу и проблеме са пејсмејкерима; из Хитне помоћи се тврдило да није било интервенција по овим позивима, а из Ургентног центра да није било збрињавања десетина грађана са наведеним тегобама. Опозиционе странке, студенти, медији и политички аналитичари наклоњени протестима тврдили су у наредном периоду да је у питању коришћење звучног топа и осудили овај догађај.
Министар унутрашњих послова Ивица Дачић је негирао да је МУП икада користио звучни топ. Безбедносно-информативна агенција (БИА) је 17. марта 2025. издала званично саопштење у коме наводи да нико није користио такво средство, да од стране припадника Агенције ангажованих на протесту од 15. марта није уочено присуство таквог средства, није констатован нити звук, нити било какви други ефекти које такво средство производи, нити је неки њихов члан осетио било какве ефекте. БИА је додала и да никада није ни имала то средство у свом поседу. Потом је 18. марта, Дачић  изјавио да МУП поседује звучни топ, али да он стоји у магацину, још од 2021, али да није у употреби пошто није донет закон о дозволи за коришћење. Након што је у јавности објављено да се један звучни топ LRAD 450 XL налазио на жандармерисјком возилу поред дома Народне скупштине на дан протеста 15.марта 2025.  Дачић је у присуству медија присуствовао демонстрацији уређаја LRAD-450XL и LRAD-100X испред Палате Србије, и негирао да су ови уређаји коришћени као звучни топови, већ да су планирани за  упозорење и обавештавање људи, тј. као звучници путем којих се пушта снимљена гласовна порука, али да ни са таквом применим нису коришћени 15.марта 2025..
Премијер Милош Вучевић потписао је захтев да ФБИ и ФСБ спроведу независну истрагу о наводима о звучном топу. Бивши шеф Радне групе Стејт департмента за истрагу случаја „Хавана синдром”, Џонатан Мур, изјавио је да  на основу свог искуства и анализа снимака са протеста 15. марта у Београду, сматра да није коришћено средство попут звучног топа, док је Горан Белојевић, који се бави утицајем буке на здравље изнео став да је коришћен.
Компанија Genesys произвођач звучног уређаја који поседује полиција Србије је 19. марта на свом Твитер профилу објавила да на основу доступних снимака утврђено да на протесту није коришћен њихов LRAD уређај. Невладина организација ЦРТА се позвала на истраживање прве светске невладине организације Earshot, која се бави акустичким истрагама са циљем заштите људских права, у коме је наведено да је на основу 4 од 12 снимака који су добили анализом фреквенције звука утврдили да је могуће коришћен тзв. ваздушни топ Vortex Cannon или Vortex Ring Gun. Такође су навели да су анализирани снимци били снимљени на преко 700 метара удаљености од потенцијалног уређаја, те да се ту експлозија при опаљењу више ни не би чула, већ звиждање таласа притиска који се шири ка маси, што може изазвати панику. Vortex уређај избацује гас брзином од 300 км/х, што ствара карактеристичан звук налик млазном мотору и формира вортекс прстенове који могу бити јонизовани. Овај процес може изазвати електромагнетне сметње на електронским уређајима, укључујући слушне апарате, што је у складу са изјавама демонстраната“, наводи се у објави Earshot-a.
Руска служба безбедности ФСБ одазвала се позиву владе Србије, боравила у Београду и на основу истраге установила да "акустични уређаји за разбијање учесника митинга нису примењивани" и да „постоје јавне назнаке режиране провокације уз учешће специјално припремљене групе лица и коришћење паметних телефона за синхронизацију покрета ,уз имитацију ефекта акустичног топа, такође и блокирања хитне помоћи.
Три месеца након догађаја 17.јуна.2025.објављен је извештај који су заједнички потписали невладина организација Earshot из Њу Јорка и невладина организација ЦРТА из Београда. У којем се наводи да је висока вероватноћа употребе изузетно усмерене звучне силе против масе демонстраната 15.марта 2025. током одавања поште у Београду.  Супротно, првобитном мишљењу из марта 2015, након самог догађаја, да се на основу снимка звука могуће ради о Vortex уређају који испаљује ваздушне прстенове, ову анализу објављену у јуну  Earshot изводи на основу преко 3.000 писаних изјава које је Црта сакупила и 15 сведочења анонимних сведока којима су стручњаци Earshot-a постављали питања. Као и на основу нових, свеобухватно 19 аудио снимака догађаја.
Earshot експлицитно наводи у свом извештају објављеном 17.јуна: "да није успео да пронађе звук који је типично повезан са уређајем LRAD 450 XL на видео-снимцима, непосредно пре него што се маса раздваја" , као и да "Earshot не може да потврди да су ови звуци производ акустичног оружја". Али да "Анализа техничких карактеристика уређаја LRAD 450 XL показује да одсуство препознатљивог LRAD звука на снимку не значи и одсуство самог оружја..."
Такође у извештају се позива на конференцију за штампу и фотографије које је народна посланица из ССП Мариника Тепић показала у јавности, на којем се види полицијско возило поред Народне скупштине Републике Србије на ком је био инсталиран LRAD 450 XL .Те појашњавају " Иако се неидентификовани звукови истакнути у снимцима не могу са сигурношћу приписати LRAD 450 XL, употреба изразито усмереног оружја попут LRAD 450 XL може објаснити зашто звучни напад није, или је лоше, регистрован од стране уређаја за снимање." Такође на два места у свом извештају баве се и оповргавањем извештаја руске Федералне службе безбедности (ФСБ).

### Претње
Неким учесницима протеста су упућиване претње.
Породици једне учеснице протеста, породици Бугарски, је кућа исписана графитима док су били на протесту. На кући су се нашли графити „пумпај, пумпај” и „да видим шта ћеш да пумпаш”. Неки активисти су добијали претње преко друштвених мрежа.

### Напади од стране демонстраната
28. априла 2025. демонстранти окупљени испред Факултета спорта и физичког васпитања у Новом Саду насрнули су на декана тог факултета Патрика Дрида, поливали га водом, псовали и претили, те је у једном тренутку декану и позлило те се нашао на земљи. Након што је ушао у возило хитне помоћи демонстранти су опколили возило, лупали по њему и избушили гуме како не би могло да оде са деканом Дридом, који се  налазио унутар возила. Декана су од даљег линча спасили ратни ветерани који су обезбеђивали студентске протесте, отпративши га кроз бесну масу до полицијског кордона. Разлог за овакву реакцију бесних демонстраната био је позив декана полицији да му обезбеди улаз у зграду факултета, с обзиром да су демонстранти предходно блокирали улаз декану на факултет.
Забележени су и бројни напади демонстраната и грађана који подржавају протесте, на локалне општинске функционере и запослене у локалним самоуправама у местима : Обреновац, Ниш, Краљево, Богатић. Напади су били вербалне увреде, поливање водом, гађање јајима али и каменицама. Нападачи су навели да су изиритирани подршком  локалних функционера и запослених у локалним самоуправама  председнику Србије Александру Вучићу и критиком коју исказују о студентским  и грађанским протестима.
Путем друштвених мрежа постављане су објаве са подацима и сликама о особама које не подржавају студентске и грађанске протесте и блокаде, са често увредљивим и карикатурним садржајима како би се те особе изложиле јавној осуди и руглу. Присталице блокада окупљени на друштвеним мрежама ову акцију су називали „Учинимо их познатим„.

### Сукоби у Кули и Новом Саду са присталицама СНС
У Кули је 20. маја на платоу испред зграде Општине Кула одржан протест, током којег је са зграде Општине Кула уклоњен и запаљен транспарент са натписом „Пропала вам је обојена револуција“, који су раније на зграду поставили чланови СНС. Истовремено, присталице СНС окупиле су се у оближњем парку, испред просторија своје странке. Окупљање је у почетку протекло мирно, али је ситуација прерасла у вербални сукоб, на ивици физичког обрачуна са супротставњеном страном. Полицијске јединице у опреми за разбијање нереде раздвојиле су супротстављене стране, међутим, у једном тренутку симпатизери СНС-а су употребили ватромет који су испаљивали преко кордона полиције у правцу демонстранте. Ово је узроковало бројне позиве путем друштвених мрежа, присталицама протеста из Новог Сада и других места, да се наредних дана окупе у Кули.
Самом сукобу у Кули предходио је сличан инцидент испред просторија Српске напредне странке у Новом Саду. Када се део грађана, који су тих дана блокирали Виши суд у Новом Саду, скупио испред просторија СНС где су били постављени промотивни штандови странке. Чланови СНС су се налазили испред просторија странке, дошло је до међусобних вербалних сукоба, поливања водом, гађања јајима и пластичним флашама. Интервенте јединице полиције у опреми за разбијање демонстрација и Жандармерија раздвајали су сукобљене групе, а инцидентна ситуација је трајала током целог дана. У једном тренутку су полицајци дејствовали палицама против чланова Српске напредне странке, потиснувши их да се повуку у саме просторије странке. Неколико дана након овог инцидента смењен је начелник Полицијске управе у Новом Саду.

## Реакције на протесте

### „Студенти који желе да уче”
Група студената која не подржава блокаде под називом „Студенти који желе да уче” или „Студенти 2.0” поднела је кривичну пријаву против ректора Универзитета у Нишу проф др. Јована Степановића јер није обезбедио одржавање наставе за студенте који су желели да наставе са планом и програмом студија односно оних коју су одбили су да учествују  у блокадама факултета. Они су тврдили да их је ректор дискриминисао. Против декана Економског факултета у Београду, проф др. Жаклине Стојановић поднели су кривичну пријаву због ускраћивања законом загарантованих права, тачније због ускраћивања права на полагање испита и похађање наставе, као и због дискриминације, с обзиром да је било омогућено полагање испитних обавеза студентима који студирају на страним програмима на Економском факултету у Београду. Против ректора Универзитета у Београду, проф.др Владана Ђокића поднете су кривична пријаву због тога што није обезбеђена настава за студенте који нису у блокади, чиме је извршена дискриминација између студената који подржавају и оних који не подржавају блокаде факултета. А касније и друга кривична пријава против ректора Ђокића, за злоупотребу службеног положаја, с обзиром да се оглушио на њихове захтеве за остваривање комуникације са њим.
Ова група представила се јавности 6. марта 2025. када су у Пионирском парку у Београду испред Председништва Србије поставили камп и изнели пет захтева, укључујући наставак наставе, мораторијум на студентске кредите и повећање броја испитних рокова. Своје захтеве упутили су и председнику Србије, који их је примио, похвално говорио о њима, касније их и  посетио у Пионирском парку али и рекао да он нажалост не може да оствари њихове захтеве за наставком наставе. Од стране студената у блокади, али и целе протестне заједнице, ова група је пежуративно названа „ћаци” а њихов камп „Ћациленд”, што је ушло у општи јавни дискурс у Србији као израз којим се изругује страна која не подржава протесте и блокаде. Те је и председник Вучић, премијер Вучевић и другу представници власти изјавили за себе „И ја сам ћаци”, чиме су хтели да дају подршку „студентима који желе да уче”.

### Унутар универзитетске заједнице
Више од 5.000 универзитетских професора широм Србије потписало је отворено писмо подршке студентима. Професорима универзитета је владином изменом прописа с краја марта 2025. ефектно смањена плата, тако да је већина професора најмање два месеца примила 12.5 одсто плате.
Поводом блокада факултета, Ректорат Универзитета у Новом Саду је 10. децембра издао саопштење да је потребно темељно истражити несрећу, али да се противи блокадама.
Редовни професор  Филозофског факултета у Београду  др Чедомир Антић,  је више пута критиковао принцип функционисања  и одлучивања студентских пленума, повезујући саму идеју студентских пленума са анархистичким идејама Анархосиндикалистичке иницијативе која делује на Филозофском факултету као и подршком од сличних организацијама из Републике Хрватске. Декан Медицинског факултета у Нишу др Александар Митић изнео је став да је земља изгубила једну генерацију лекара због короне и актуелних блокада. Професорка ФПН-а  др Драгана Митровић је изнела став да изгубљени часови никада неће бити надокнађени. Она сматра да су протести делом искрена реакција грађана а делом продукт деловања политичког Запада у циљу дестабилизације земље. Професор социологије на Филозофском факултету др Владимир Вулетић оценио је студентске захтеве као непрецизно формулисане и нејасне, као и утисак да циљ протеста није решавање конкретних проблема у друштву, већ стварање нелагоде и хаоса.
Професор уставног права на Правном факултету у Београду и судија Уставног суда Владан Петров је критиковао Универзитет у Београду због недостатка отворености и прављења подела међу студентима, као и да се Универзитет налази у вануставном стању. Он је изнео податак да је за јануарски испитни рок на Правном факултет пристигло 8.000 пријава и да мисли да текући протести и блокаде нису начин за грађење боље будућности. Такође крајем марта изјавио је да је срамна одлука Научно-наставног већа Правног факултета у Београду да не дозволи изјашњавање студента око повратка на наставу путем е-платформе, иако се око 500 студената јавно изјаснило за повратак на наставу и за овакав вид студентског гласања .

### У научној и културној заједници
Подршку студентима су пружила и многа струковна удружења — Српско лекарско друштво, Стоматолошка комора Србије, Адвокатска комора Србије, Удружење драмских уметника Србије, Удружење књижевника Србије, Удружење композитора Србије, Удружење музичких уметника Србије, Удружења музичара џеза, забавне и рок музике Србије, Удружење сценариста Србије, Удружење књижевних преводилаца Србије, Цинцарски ПЕН центар (PEN Armãn).
Протесте су подржале и бројне установе културе — Народно позориште у Београду, Српско народно позориште у Новом Саду, Народно позориште у Нишу, Народно позориште у Сомбору, Народно позориште у Приштини, Народно позориште „Тоша Јовановић” у Зрењанину, Атеље 212, Позориште на Теразијама, Београдско драмско позориште, Југословенско драмско позориште, Театар на Брду, Позориште „Бошко Буха” Београд, Мало позориште „Душко Радовић”, Позориште за децу Крагујевац, Пулс театар у Лазаревцу, Позориште лутака Ниш, Београдска филхармонија. Музички фестивали Exit и Нишвил такође су подржали студенте.
Утицајни француски филозофи Ален Бадју и Жак Рансијер изразили су подршку студентима у блокади у Србији, наводећи да их подсећају на почетне облике побуне ’68. у Француској, односно да представљају узор младима данас у свету.

### Спортисти
Новак Ђоковић је на евролигашкој утакмици 31. јануара 2025. између Партизана и Црвене звезде дошао у дуксерици са натписом „студенти су шампиони”. Други  спортисти који су подржали протесте: Ивана Шпановић, Владимир Вања Грбић, Веселин Вујовић, Ненад Зимоњић, Милорад Чавић, Данило Икодиновић, фудбалери и тренери: Немања Видић, Саво Милошевић, Немања Матић, Александар Јовановић, Саша Илић, Бора Милутиновић, Славољуб Муслин, кошаркаши: Дејан Бодирога, Мирослав Мића Берић, Владимир Штимац, Предраг Дробњак, Богдан Богдановић, Алекса Аврамовић, Марко Гудурић, Никола Јовић, Марко Јарић, Вања Маринковић, Матијас Лесор, Тина Крајишник, Јована Ногић, Милица Дабовић, кошаркашки тренери Жељко Обрадовић и Душко Вујошевић

### Политички фактори у земљи
Протесте су подржале опозиционе странке у Народној скупштини Србије, укључујући странке Демократска странка, Странка слободе и правде, Нова демократска странка Србије, Покрет обнове Краљевине Србије, Народни покрет Србије, Зелено-леви фронт, Еколошки устанак, Србија центар и Лига социјалдемократа Војводине.
Невладина организација ЦРТА (Центар за истраживање, транспарентност и одговорност) објавила је 19. фебруара истраживање репрезентативног узорка мишљења грађана Србије о протестима. Према њиховом извештају, око 80 одсто испитаника подржава  већину захтева студената, а 64 одсто подржава или углавном подржава саме протесте. Поред тога, 33% испитаника је изјавило да је учествовало у најмање једном протесту у Србији у претходна три месеца. На питање коме би више веровали, 46% испитаника је рекло да би веровало студентима, 21% би веровало председнику Вучићу, 12% би подједнако веровало и једнима и другима, док преосталих 21% не верује ни једном ни другом или нема одговор.
Студенти су се више пута јавно ограђивали од политичких и невладиних организација, али нису одбијали ничију подршку. Те су сматрали да су на њиховим протестима сви добродошли, уколико не износе страначка обележја.

### „Зборови грађана”
У другој половини марта 2025, након протеста 15. за 15 дошло је до формирања локалних зборова грађана. На њихово формирање позвали су "студенти у блокади". Зборови су успели да се окупе и формирају углавном у већим урбаним центрима по принципу територијалне припадности на нивоу месне заједнице, а у неким случајевима и на нивоу општине. Идеја ове иницијативе била је самоорганизовање грађана у циљу преузимања одређених локалних питања у своје руке и ширења директне демократије. Иницијатори ове идеје заснивали су постојање оваквог збора у појму „збора грађана и народне иницијативе“ који се налази у Уставу и Закону о локалној самоуправи. Mеђутим сам Закон говори да се положај и статус збора грађана уређује управо одлукама локалне самоуправе. Иницијални (први) збор у свакој средини водили су студенти, који су на идентичан начин обучавали окупљене грађане како да даље сазивају, воде, предлажу и гласају на својим зборовима. Након иницијалног збора даље сазивање и руковођење збором, предато је грађанима тих средина (месних заједница или општина). Први забележен збор грађана одржан је на Врачару у Београду, а онда су у наредном периоду уследили јавни позиви грађанима других крајева и насеља о локацији и датуму одржавања првог збора у њиховом крају ( месној заједници). Локације одржавања зборова су била јавна места, под отвореним небом. А приступ је омогућен свим заинтересованим лицима. Структура „збора грађана“ је слична „пленуму“ студента у блокади факултета ,током протеста који трају од новембра 2024. Збор нема изабрано руководство, оглашава се и доноси одлуке под именом Збор грађана одређене месне заједнице . Поседује модераторе, редаре и записничаре који нису стални, већ се мењају од састанка до састанка. Такође на Зборовима се формирају радне групе ( различитих специјалности) које такође немају сталне чланове. Оно што је суштински битно, је формирање јединственог канала комуникације (друштвена група, апликација или сајт ) путем ког би грађани били у групној или међусобној комуникацији.
Са самим позивом на формирање оваквих неформалних зборова грађана јавила се велика скептичност самих грађана у вези могућности функционисања оваквог тела. У малој средини као што је сеоска, где се углавном сви мештани познају збор није непозната појава. Међутим у урбаним срединама, месне заједнице броје и по пар десетина хиљада грађана те је нејасно како би овакво неформално безпредставничко тело функционисало, састајало се и одлучивало у условима заједнице оволике величине.
Власти су упозориле да тако формирани зборови грађана немају никакав легитимитет, нити да могу доносити било какве обавезујуће одлуке. Министарка државне управе и локалне самоуправе Јелена Жарић Ковачевић је констатовала да се зборови грађана неретко претварају у отворени терор над институцијама, насиље, физичке нападе и агресију над локалним руководством и запосленим службеницима у јединицама локалне самоуправе. Сам одзив грађана није био велики на заказане зборове, те су зборови грађана окупљали мање групе проактивних грађана који су на даље организовано преко збора узимали учешће у будућим протестним акцијама.
Прва одлука сваког збора, на иницијалном збору, је била подршка студентима. А остале расправе и одлуке су се кретале од локалних комуналних тема до чисто политичких, као што су покушаји уласка на седницу скупштина локалних самоуправа, са циљем притиска на локалне самоуправе ( општинске органе). Најекстремније забележене одлуке су: на збору грађана у Ваљеву, на ком су трајно забранили Драгану Ј. Вучићевићу, власнику и главном уреднику Информера и Жељку Митровићу, власнику Пинка, долазак, чак и пролазак кроз Ваљево. Затим неки зборови бирали су „персону нон грата“ у свом крају, неки су организовали протестна окупљања испред кућа јавних функционера који живе у њиховом крају, док су неки зборови покушавали да прекидају састанке чланова СНС у свом крају.
Зборови грађана добијају већи значај у даљем току протеста, након 29. јуна када су студенти позвали на тактику борбе против власти коју су назвали ДКХ (децентрализовани контролисани хаос). Kоји је подразумевао локалне истовремене блокаде саобраћајница у различитим деловима великих градова као и по целој Србији, у чему су централну организациону улогу преузели локални зборови грађана.

### У иностранству

#### Европска унија
Европска комисија и Савет Европске уније нису ни подржали ни осудили протесте. Група српских јавних личности послала је 28. јануара 2025. писмо званичницима ЕУ, укључујући председницу Европске комисије Урзулу фон дер Лајен, позивајући их да се активније укључе у подршку „слободној, демократској и европској Србији“.
Генерални директор Европске комисије за проширење Герт Јан Купман изјавио је да ЕУ „неће прихватити нити подржати насилну промену власти у Србији“. Марта Кос, комесар за проширење ЕУ састала се са студентима током њене посете у Србији у мају 2025. и дала одређену врсту подршке, рекавши да се и студенти и Европска комисија боре за исте ствари.
Странке Европског парламента углавном Напредни савез социјалиста и демократа, Европска зелена странка и Обновимо Европу су подржале студентске протесте. док Европска народна странка ( ЕПП) и десне групације у Европском парламенту дају подршку властима у Србији.
Петер Сијарто, министар спољних послова Мађарске, сматра догађаје у Србији покушајем обојене револуције. Премијер Мађарске Виктор Орбан сматра да су догађања у Србији, унутрашња ствар Србије, али да је на делу дестабилизација земље. Премијер Словачке Роберт Фицо као и  премијер Мађарске Виктор Орбан пружили су недвосмислену подршку Председнику Србије Александрз Вучићу у време протеста. Коментаришући оставку председника Владе Милоша Вучевића, премијер Пољске Доналд Туск је рекао да нема никаквих индикација о политичкој кризи у Београду или Србији, „јер је оставку поднео Вучевић, а не Вучић”.

#### Нова америчка администрација Доналда Трампа
Ричард Гренел, изасланик председника Доналда Трампа за специјалне мисије, изјавио је да је „важно пустити да се чују различити гласови, али да нема подршке за оне који подривају владавину права и на силу упадају у државне институције. Ако вам се не свиђа закон или лидер, онда радите на смени — али немојте посезати за насиљем.”. Син председника Сједињених Америчких Држава, Доналд Трам млађи  говорећи о протестима, навео је да му се "чини да је трагедија у Новом Саду злоупотребљена као упад у Капитол у САД 6. јануара 2021" и да је представљена као нешто што није, с циљем да би се потенцијално направила револуција.

#### Русија
Руски председник Владимир Путин изразио је подршку српским властима и одбацио оно што је назвао „обојеном револуцијом у Србији". Портпаролка Министарства спољних послова Русије, Марија Захарова, рекла је да се „људи протестима залажу за своја грађанска права”, али „да се демократска акција, ако је инструментализује Запад, лако може претворити у антидржавну акцију”.

#### Кина
Портпаролка Министарства спољних послова Кине, Мао Нинг, изјавила је 27. јануара 2025. да Кина верује да Србија има мудрости и способности да одржи своје друштво стабилним, и да одржи темпо развоја. Додала је и да је Србија под Вучићем одржала самосталност и постигла значајни друштвено-економски напредак.

#### Регион
Целокупан врх Републике Српске, Председник Милорад Додик, премијер Радован Висковић, председник скупштине Ненад Стевандић и српски члан председништва БиХ Жељка Цвијановић као и знатан део опозиције у Републици Српској, не подржава протесте и блокаде у Србији, те даје јасну подршку властима у Србији. Унутар Федерације БиХ званичну подршку протестима у Србији дали су босанскохерцеговачки студенти и грађани активисти. У јавности Хрватске мишљења су подељења, али званичне подршке протестима од стране државног врха није било. Иако је од стране државног врха осуђен поступак српских власти да онемогуће улазак новинарима из Републике Хрватске како би извештавали о протестима у Србији, као и налагање одређеним хрватским држављанима да напусте територију Србије.
У Црној Гори, српске странке не подржавају простесте и блокаде у Србији. док странке некадашњег режима Мила Ђукановића, Демократска партија социјалиста Црне Горе и Социјал демократска партија Црне Горе подржавају протесте. Дритан Абазовић, бивши премијер и лидер странке Ура, изразио се током марта 2025. позитивно о студентским протестима, али је рекао да се ситуација може разрешити само на изборима. Василије Чарапић, посланик владајуће странке Европа сад!, јавно исказао подршку студентима у Србији.
Градоначелник Љубљане Зоран Јанковић је изразио подршку Александру Вучићу и властима Србије.

#### Друге земље
Бивша председница Грузије Саломе Зурабишвили која је предводила прозападне протесте у Грузији 2024–2025 који су се дешавали у исто време са протестима у Србији, подржала је српске протесте називајући их сличним "Протести у Грузији и протести у Србији су једна иста борба за слободу, демократију, независност и против руске доминације."

### Медији
Током протеста, неки медији су обележени као они који подржавају протесте, а други обележени као они који им се противе.
Средином марта, таблоид Информер је пренео чланак у ком се тврдило да је опозиција у Србију наводно позвала бројне држављане Румуније, који ће обијати станове у Београду током протеста. Амбасада Румуније у Србији је то назвала говором мржње и од таблоида захтевала јавно извињење.
Студенти који су део протеста су крајем марта обележили Информер као „директног непријатеља истине” пошто таблоид и главни уредник истог Драган Ј. Вучићевић „воде системску кампању лажи, манипулација и таргетирања студената”. Студенти су потом поставили изјаве и видео снимке о томе да ће видети „шта следи”. Удружење новинара Србије осудило је начин извештавања таблоида Информер о студентским протестима, а студенте позвало да објасне „шта следи” и додало да су претње недопустиве и опасне. Председница скупштине Србије Ана Брнабић је пружила подршку Информеру и изјавила да су Данас, Н1 и Нова С медији који „24 часа сипају мржњу у друштво” и да „шире лажи”.

### Остале реакције
Неколико десетина родитеља је поднело жалбе Уставном суду због незаконитих обустава рада образовних институција широм Србије.
Шесторица епископа Српске православне цркве: митрополити немачки Григорије, црногорско-приморски Јоаникије, жички Јустин, захумско-херцеговачки и приморски Димитрије, архиепископ западноамерички Максим и епископ источноамерички Иринеј изразили су разумевање за студенте који протестују, отвореним писмом јавности у коме су позивали јавност и медије на поштовање студената и одговорно извештавање.
31. јануара 2025 је објављено да су студенти Србије кандидати за номиновање за Нобелову награду за мир 2025. године. Протесте је подржао део српске дијаспоре.

### Контраверзе око обојене револуције
Мишљења да  протести који су покренути након пада надстрешнице у Новом Саду 01.11.2024. имају карактер „обојене револуције „ којом се могуће индиректно руководи из иностранства,  долазе од стране одређених припадника власти, медија који су заговорници актуелне власти, али и многих аналитичара, професора, политичара и  јавних личности  који нису део владајуће гарнитуре, затим одређеног дела јавности  у Србији и неких страних државника који су заговорници суверенистичких политика држава. Јасна неоспорива веза између самих протеста и одређених иностраних или парадржавних  центара моћи, није до сада јавно доказана, те је ова чињеница највећи аргумент онима који тврде да је карактерисање протеста и блокада у Србији „обојеном револуцијом„ бесмислено.
На самом почетку протеста студенти у блокади Филозофског факултета у Новом Саду добили су од студената загребачког Филозофског факултета „ Блокадну кухарицу“, јавни приручник Центра а за анархистичке студије из Загреба, који показује како је изгледала блокада Филозофског факултета у Загребу 2009.године. као и филм „Блокада“ о истоименом догађају . Ово су потврдили и Ника Кесеровић са Филозофског факултета у Загребу и Лазар Динић са Филозофског факултета у Новом Саду, који је касније и ухапшен као члан новосадске екстремистичке групе која је планирала насилне акције на митингу 15. за 15 у Београду.  У приручнику је детаљно описано какве студентске органе је потребно формирати и како их организовати ( пленуме, радне групе, секције, редаре).  Какав је принцип функционисања студената у блокади. Каквим јавним наступима и акцијама се треба служити.  Скоро идентичан начин је примењен и на Универзитетима у Србији током блокада и протеста 2024/2025.
Крајем децембра 2024. у Београду наводна група студената електротехнике из Хрватске  посетила je  Београд и одређене београдске факултете у блокади. Након што су у режимским новинама објављене њихове фотографије и кретање по Београду, напустилу су земљу, а на граници су испраћени од стране безбедносних ограна Србије уз поклон и ироничну поруку да поздраве колеге из хрватске обавештајне службе СОА. Припадницама једне невладине организације из Хрватске које су боравиле у Београду током протеста, безбедносни органи Србије су издале обавештење да представљају безбедносни ризик по Републику Србију, те им је наложено напуштање земље.
Оцене о правом циљу„ обојене револуције“ на таласу опште народног незадовољства због догађаја од 01.11.2024 кретале су се  од потпуног преузимања власти у Републици Србији вануставним путем до изазивања само одређеног хаоса блокадом државе или  успоравања развоја Србије . На ово друго аналитичари указују позивајући се на пароле блокадера „ Србија мора да стане „ и „ Генерални штрајк“. Такође указује се и на двосмислено формулисане захтеве студенстког протеста, који су тако формулисани да се не могу испунити, као и да ће стално бити додавани нови захтеви. Изостанак жеље студената у блокади да се започне било какав дијалог или преговори са представницима власти од којих се очекује испуњење захтева, говори о могућности  да су протести сами себи циљ, а не испуњење захтева.
Одлучивање на факултетима путем неформалних тела-пленума, као и формирање (по упуствима студената у блокади) локалних неформалних Зборова грађана, којим грађани треба да преузму управљање у своје руке. сматра се угрожавањем традиционалног система представничке демократије. Овакве идеје се могу везивати са анархистичке организације. О овоме је вишеструко говорио Чедомир Антић, редовни професор Филозофског факултета у Београду.
Студенти у блокади од самог почетка протеста исказују одбијање контакта са политичарима власти али и политичарима опозиције у Србији, чиме су јасно желели да истакну свој аполитички став и неполитичка средства борбе. Међутим показују отвореност према политичким структурама Европске уније. Како је назначено на сајту Тура до Стразбура, студенгти су кренули на ово путовање  из разлога  „Не зато што очекујемо да ће неко други решити наше проблеме, већ да свет чује глас Србије. Да европске институције изврше притисак на власт и стану у одбрану права свих оних који су приморани да ћуте. „ Студенгти који су ишли бициклима до Стразбура састали су се са европским посланицима Горданом Босанцем из Хрватске, Иреном Јовевом из Словеније и Фабијан Келером из Француске. Том приликом предали су 4 писма  написаних од студената из Новог Сада, за Савет Европе, Европском парламенту, Европској комисији у Бриселу и председнику Француске Емануелу Макрону. Новосадски студенти су се састали и са Мартом Кос, словеначком политичарком која је именована за нову комесарку за проширење Европске Уније, приликом њене посете Србији.  Марта Кос је после састанка са њима изјавила: Оно што захтевају демонстранти и студенти је исто што тражи Европска комисија од Србије. Такође у интервју које је дала телевизији N1 Slovenija она је истакла да је лично изразила протест на састанку са  председником Вучићем, због његове критике ЕУ  зашто финансира невладине организације које желе да се реше њега и српске владе. У истом интервју истакла је цео списак оптужби на рачун унутрашње и спољне политике Србији, и поставила реторичко питање са киме о томе разговарати у Србији ? Као и да захтеви демонстраната, студената и осталих  могу довести до тога да српски народ изабере свог председника и своју владу.
Чеј Бовс  ирски новинар објавио је своје мишљење о планирању обојене револуције у Србији још у августу 2024, два месеца пре пада надстрешнице у Новом Саду, која је подстакла масовне протесте у Србији. Гојко Божовић, писац и један од оснивача опозиционе грађанске организације ПРОГЛАС у интервјуу за Радар у августу 2024. говорећи о тадашњем стању грађанског отпора актуелној власти, помиње да је неопходно да се академска заједница укључи у општи протест, те да би тек тада режим дошао у опасност.
Наим Лео Бешири, директор и оснивач невладине организације Института за европске послове открио је, у саопштењу у априлу 2025. поводом 15 година рада своје организације, на који начин је припремано оно што данас спроводе студенти у блокади, други активисти опозиције, али и запослени у државним и јавним службама. Кроз стотине тренинга, конференција и образовних догађаја, кроз рад ове невладине организације прошло је више од 20.000 младих и понеки тужилац, судија, полицајац, наставник и правник.Такође Бешири наводи да је и у претходних пет година, више од 11.000 ученика основних и средњих школа, студената и наставника прошло је кроз њихове тренинге о превенцији корупције и изградњи интегритета. "Та база је данас сазрела и одлучила да проговори – на протестима, у учионицама, на улицама, међу грађанима", истако је Бешири, као и да " Наши алумнисти су међу првима на улицама, у редовима који бране слободу и захтевају правду ".

## Број учесника
Током ових протеста су медији и остали органи различито извештавали о броју учесника на протестима и на скуповима подршке властима. Повремено је долазило до екстремне разлике у њиховом броју, зависно од извора који то преноси. Као два честа извора која процењују број учесника били су Министарство унутрашњих послова (МУП) Србије и невладина организација Архив јавних скупова (АЈС).
Министарство унутрашњих послова Републике Србије је водећа државна институција која се бави проценама броја учесника на протестима и скуповима. Описујући начин на који МУП броји учеснике, в.д. директора полиције Драган Васиљевић је изјавио да припадници МУП-а на терену своју процену праве сабирајући бројеве о покрету масе и броју људи који су у покрету, или броју људи који су на одређеним тачкама. Додао је и да број који је овако начињен никада није сто посто тачан, јер МУП нема механизам ни неки посебан софтвер у коме се утврђују тачни бројеви, али је рекао да чак и када би имали такав механизам, не би се могао одвојити исти грађанин који се током протеста налази на неколико различитих тачака у току догађаја, и у току тог јавног окупљања. Због овога, и тога што је МУП државни орган, у делу јавности је оптуживан да је пристрасан властима, али они су то демантовали, наводећи искуство и број људи које имају на терену током скупова.
Поред МУП-а процене о броју учесника на протестним скуповима давали су и БИА и Војнообавештајна агенција. Као метода бројања је навођен и „тачкасти софтвер”, програм за кога се тврди да на основу извесних критеријума може да утврди да ли посматрани објекат емитује светлост која се може повезати са људским активностима, попут упаљене лампе телефона.
Архив јавних скупова је удружење грађана које је основано 3. јула 2023, мада су оснивачи удружења имали сличне активности крајем 2018. у протестима 1 од 5 милиона. Не баве се само скуповима у Србији, већ се на њиховом сајту могу наћи и подаци о скуповима попут оног поводом 50 година Голден гејта. На свом сајту су поставили методологију тога како броје учеснике на скуповима, и показују посетиоцима како могу да сами примене те технике процене.
Неки од скупова где је разлика у проценама била велика је протест 15. марта у Београду, за који је МУП проценио број учесника на 107.000, док је АЈС проценио број на 275.000 — 325.000.

## Симболи, слогани и термини
Незваничан слоган демонстраната био је „Корупција убија“ и „Руке су вам крваве“ а симбол  црвена тј. крвава шака. Одређени прорежимски медији који не подржавају протесте су тај симбол довели у везу са албанском НВО Мјафт. Једна од најчешћих порука на транспарентима гласила је „Руке су вам крваве”. Током двадесетдвочасовног протеста испред Радио-телевизије Србије поручено је Радио-телевизији Србије „Вести су вам крваве”.
Након што је на огради Гимназије „Јован Јовановић Змај” у Новом Саду био исписан графит Ћаци у школу [Sic], термин ћаци је током протеста најчешће коришћен у шаљивој или пејоративној форми. Услед окупљања групе људи у београдском Пионирском парку, који су се јавности представили као Студенти који желе да уче, читав простор је у делу јавности колоквијално прозван Ћациленд. Такве конотације биле су повезане с објавама на мрежама и у медијима, у којима се наводи да се међу окупљеним појединцима налазе људи који нису студенти и лажно се представљају. Убрзо после тога, председник Владе Србије у оставци, Милош Вучевић, поделио је на друштвеној мрежи Инстаграм поруку „И ја сам Ћаци”. Председник Србије Александар Вучић је на свом профилу на истој друштвеној мрежи, после инцидента у Пионирском парку, своју објаву завршио реченицом „Сви смо ми Ћаци”. Након протеста који је одржан у Београду 15. марта 2025. године, већи део кампа у Пионирском парку је исељен, а затим су се студенти који желе несметани наставак академске године вратили назад.
Током протеста најчешће се чуо узвик Пумпај! Израз је одраније познат у популарној култури и углавном се користи за подстицање расположења на скуповима. Према писању Нове, иницијатива се на улице пренела са друштвене мреже Reddit, где су објаве завршаване или коментарисане на такав начин. Контекст представља истрајање у захтевима до испуњења, исказано кроз шалу и сатиру блиску млађим генерацијама.
Последично изјави Јова Бакића, који је политичку ситуацију у Србији упоредио „с динстањем говедине”, на друштвеним мрежема је велики број објава подељен уз поруке или ознаке које су садржале реч Динстајǃ.
Тумачење израза са демонтрација  пумпај и динстај никада нису објашњења званично од стране студената и демонстраната који их извикују и исписују. Те су горе наведена тумачења произвољна тумачења про-демонстрантских аналитичара и медија, док су анти-протесно настројени аналитичари у томе видели нецивилизацијску примитивну поруку „пумпај Александра Вучића (и његов режим)“ и „динстај Александра Вучића (и његов режим)“,

### Расправа о симболици црвене шаке
Ефраим Зуроф, јеврејски стручњак за холокауст, у ауторскум тексту за Џерузалем пост је 13. јануара 2025. навео да је симбол црвене шаке, коју користе демонстранти и они који их порджавају, један од симбола Хамаса, и да они који га користе највероватније или нису обавештени о тој повезаности, или исказују подршку Хамасу и антисемитизму који је најскорије исказан у рату Израела и Хамаса од 2023.
Раскрикавање, портал невладине организације Крик, наводи да су покушаји да се симбол црвене шаке представи искључиво као симбол Хамаса манипулација, и да се тај симбол користи и у кампањи против регрутације деце током Red Hand day 12. фебруара, да га користе албанска НВО Мјафт!, али да се јавља и у активизму појединих спортиста и антивладиним протестима, попут оних против Владимира Путина.